# Preluci, Sălaj

Preluci maghiară Kőlózna este un sat în comuna Lozna din județul Sălaj, Transilvania, România.

 Acest articol despre o localitate din județul Sălaj este deocamdată un ciot. Puteți ajuta Wikipedia prin completarea lui.